# Francesco de Vico
Pour les articles homonymes, voir Vico.
Francesco de Vico, né le 19 mai 1805 à Macerata (Italie) et décédé le 15 novembre 1848  à Londres, est un prêtre jésuite italien et  astronome à l'observatoire du Vatican.

## Biographie
Fils du comte Ascanio De Vico Ubaldini et de la comtesse Amalia Archinto de Milan, le jeune Francesco étudie au collège jésuite d'Urbino et entre dans la Compagnie de Jésus le 23 décembre 1823. Avant même la fin de son noviciat, il enseigne les humanités au Collège romain, mais son intérêt principal était clairement l'astronomie. Il devient rapidement un astronome de réputation internationale, bien que la renommée de l'un de ses disciples, Angelo Secchi, ait éclipsé la sienne.
Assistant d'Étienne Dumouchel, directeur de l'observatoire du Collège romain, il calcule l'orbite de la comète de Halley avec une telle précision que l'observatoire est l'un des premiers à voir la comète lors de sa réapparition en 1835. Il succède (1839) à Dunouchel comme directeur de l'observatoire. Pour la découverte de six nouvelles comètes, il reçoit quatre fois la médaille d'or du roi du Danemark en 1846, une fois pour chaque comète découverte cette année-là. L'une de ces comètes, qui porte son nom et celui d'Edward Swift (qui l'a redécouverte en 1896), présente l'intérêt d'être l'une des comètes à courte durée de vie les plus longues.
Musicien réputé, il dirigea le chœur de la chapelle papale et laissa quelques compositions: on se souvient surtout de sa musique pour les lamentations de la Semaine sainte.
En 1847, il persuada Pie IX d'accepter l'heure de Greenwich dans les États pontificaux, et l'observatoire du Collège romain fut chargé de donner le signal du coup de canon qui marquait l’heure de midi depuis le Janicule à Rome. Il détermina également la longitude du méridien de Rome avec plus de précisions en observant simultanément les étoiles filantes de Rome et de Naples.
Lorsque les Jésuites doivent quitter Rome en mai 1848 (comme le pape Pie IX qui partira en exil lorsque l'éphémère ‘République romaine sera installée) le père de Vico se rend en France puis en Angleterre. Sa réputation l'a précédé et, en Angleterre, il est l'invité des membres de l'association des astronomes. À l'invitation de l'ambassadeur des États-Unis en Grande-Bretagne, il se rend à Washington (D.C.) et devient directeur de l'observatoire de l'université de Georgetown. Il apprécia l'accueil reçu aux États-Unis où il fut reçu par le Président, James K. Polk.  
Avant de s'établir définitivement à Georgetown il retourna en Europe pour convaincre certains de ses collègues de l'y rejoindre. Malheureusement, exténué par le voyage, il mourut à Londres en novembre de la même année (15 novembre 1848). 

## Découvertes astronomiques
Francesco de Vico découvrit ou codécouvrit plusieurs comètes, dont les comètes périodiques 54P/de Vico-Swift-NEAT et 122P/de Vico. Il découvrit indépendamment la comète (C/1847 T1) qui rendit célèbre Maria Mitchell en tant que « comète de Miss Mitchell », deux jours après elle. La nouvelle ne parvint pas en Europe avant que le père de Vico n'annonce son observation, et elle fut donc initialement nommée d'après lui. Il reçut une récompense du roi du Danemark, qui avait offert un prix pour la première comète découverte à l'aide d'un télescope (avant cette date, toutes les découvertes de comètes concernaient celles qui étaient visibles à l'œil nu). Mitchell fut plus tard reconnue comme la première découvreuse et reçut également une médaille.
Le père de Vico fit également des observations de Saturne et des divisions dans ses anneaux (il fut le premier à voir la division étroite dans les anneaux de Saturne appelée maintenant la division de Keeler d'après James Keller), et tenta sans succès de déterminer la période de rotation de Vénus.
Il trouva un nombre remarquable de comètes sur une période de temps relativement courte, et mis en route un ambitieux projet pour compiler un catalogue d'étoiles jusqu'à la 11e magnitude. Cependant, les révolutions de 1848 dans les États italiens mirent fin à sa carrière d'observateur à Rome, car il fut contraint à l'exil.
Le cratère lunaire De Vico et l'astéroïde (20103) de Vico portent son nom.

## Écrits
- Osservazioni fatte nella specola dell'Università Gregoriana in Collegio Romano, Rome, 1843.
- (composition musicale, publiée à titre posthume) Antiphons and Responses of Matins and Lauds for the Last Three Days of Holy Week, Londres, 1877.